# シャネル・ファイブ・イン・サッポロ
『シャネル・ファイブ・イン・サッポロ』（Chanel Five in Sapporo）は、1975年（昭和50年）発売された日本のライヴ・アルバム、カヴァー・アルバムである。原みつるとシャネル・ファイブの2枚目のアルバムである。

## 概要・略歴
1975年（昭和50年）にキングレコードから発売された。基本的にはカヴァーアルバムであり、のちに『愛の狩人』（1976年）でソロデビューするメンバーの原みつる（平田満）が作曲したオリジナル楽曲『ハッキリ小唄』（1973年）とそのB面曲『すすきの情話』、『くやし泣き』（1974年）といった、かつてシングル発売された同バンドオリジナル3曲を含む。
またライヴ・アルバムであり、同年、札幌のクラブ「フレンチカンカン」（同市中央区南4条西3丁目、現存せず）で収録されたものが音源である。同クラブは、同年11月22日に放映されたテレビ映画『Gメン'75』の第27話『東京 - 札幌 刑事の道』（監督鷹森立一）の舞台にもなった。翌1976年（昭和51年）に本グループのリードヴォーカル・原みつるが「平田満」と名を変えてソロデビューする際に、シングル『愛の狩人』のB面曲に『札幌 - 長崎 おんな達』のタイトルをつけている。
編曲は、ギターの梅村良一、キーボードの中上おさむが行った。
2010年7月現在、同アルバムはCD化されていない。

## 収録曲
| 1. 骨まで愛して - 城卓矢 （1966年） - 作詞川内康範、作曲北原じゅん、編曲梅村良一 2. あなたの女 - 長田たいじ （1974年） - 作詞千家和也、作曲田山雅充、編曲梅村良一 3. 愛のふれあい - 沢ひろしとTOKYO99 （1968年） - 作詞山北由希夫、作曲小町昭、編曲中上おさむ 4. あほかい節 - 菊地正夫 （1965年） - 作詞十二村哲、作曲文れいじ、編曲梅村良一 5. 北の恋歌 - 殿さまキングス （1973年） - 作詞千家和也、作曲彩木雅夫、編曲梅村良一 6. くやし泣き - オリジナル （1974年） - 作詞森山としはる、作曲平田満、編曲梅村良一 7. 妻あるあなたに - 長田たいじ （1973年） - 作詞千家和也、作曲田山雅充、編曲梅村良一 | 1. 夢物語 - 平浩二 （1974年） - 作詞千家和也、作曲葵まさひこ、編曲梅村良一 2. ネオン川 - バーブ佐竹 （1965年） - 作詞山北由希夫、作曲吉田矢健治、編曲梅村良一 3. せめてお名前を - 黒沢明とロス・プリモス （1974年） - 作詞伊藤アキラ、作曲森田公一、編曲梅村良一 4. シンシア - よしだたくろう&かまやつひろし （1974年） - 作詞・作曲吉田拓郎、編曲中上おさむ 5. ハッキリ小唄 - オリジナル （1973年） - 作詞平田満、補作詞森山としはる、作曲平田満、編曲梅村良一 6. すすきの情話 - オリジナル （1973年） - 作詞森山としはる、作曲平田満、編曲梅村良一 7. さよなら/SAYONARA - エルヴェ・ヴィラール （1969年） - 作詞山上路夫・ジャン＝ミシェル・リヴァ・フランク・トマ、作曲ジャック・ルヴォー、編曲中上おさむ |

## 関連事項
- 1975年の音楽
- ジャン＝ミシェル・リヴァ （Jean-Michel Rivat）
- フランク・トマ （Frank Thomas）
- ジャック・ルヴォー （Jacques Revaux）
- エルヴェ・ヴィラール （Hervé Vilard）

## 註
1. ↑  本アルバム『シャネル・ファイブ・イン・サッポロ』（1975年、キングレコード）のジャケット、盤面、およびライナーの記述を参照。